# Hemsloh
Hemsloh is een gemeente in de Duitse deelstaat Nedersaksen. De gemeente maakt deel uit van de Samtgemeinde Rehden in het Landkreis Diepholz. Hemsloh telt 563 inwoners. Het is een weinig belangrijk boerendorp.

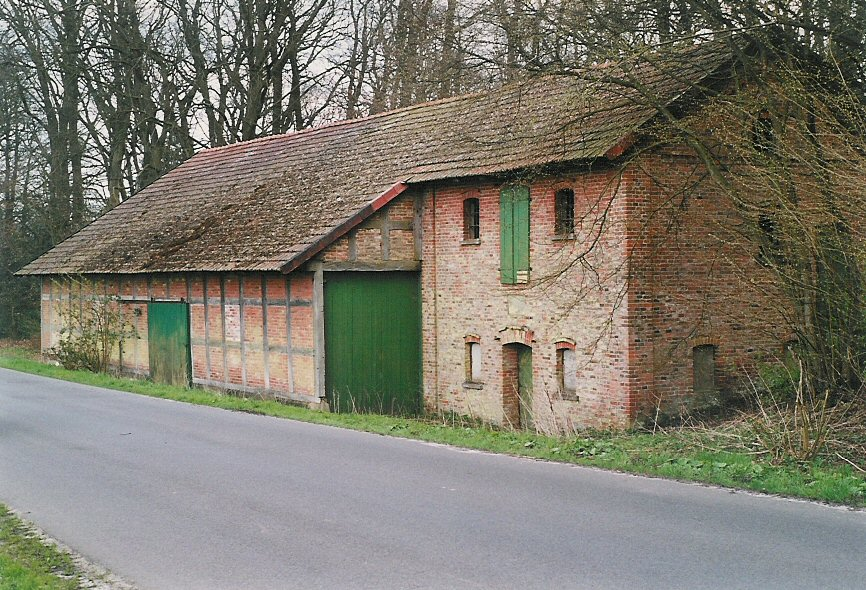
Watermolen van Hemsloh

- Gemeinsame Normdatei: 1134908296
- Virtual International Authority File: 3469149719109511130007